# Texas A&M International University Soccer Complex
O Texas A&M International University Soccer Complex (também conhecido como Dustdevil Field e TAMIU Soccer Complex) é um estádio de futebol está localizado em Laredo, Texas, no campus da Texas A&M International University. Foi construído em 2006 e renovado em 2007. O complexo tem capacidade para 4.000 pessoas. 
O Dustdevil Field é casa do Laredo Heat, membro da National Premier Soccer League, e dos times de futebol masculino e feminino da Texas A&M International University, membro da Conferência Heartland da NCAA Division II . 

## Amistosos
Exibição de jogos de futebol hospedados pelo Texas A&M International University Soccer Complex:
- Estados Unidos Sub-20 3x0 México Sub-20, no dia 11 de julho de 2008. [2]
- México Sub-20 3x0 Laredo Heat, no dia 9 de julho de 2008 [3]